# Aidan von Dalriada
Aidan mac Gabhran (auch Aedan; * um 530; † 17. April 608/609) war von ca. 574 bis 608/609 König des irisch-schottischen Reiches von Dalriada.

## Leben
Er war Sohn des früheren Königs Gabhran und folgte Conall I. auf den Thron, möglicherweise, nachdem er sich erst gewaltsam gegen seinen Bruder Aegan hatte durchsetzen müssen; die Krönung erfolgte in Iona von dem Gründer des dortigen Klosters, Columba. Aidan baute eine große Flotte auf, mit der er Feldzüge bis nach Man (um 583 gegen den König von Ulster) und zu den Orkney-Inseln (um 580) unternahm. 603 unterlag er bei Daegsastan (bei Liddesdale?) gegen das angelsächsische Königreich Northumbria unter König Æthelfrith. In Irland verbündete er sich mit den Uí Néills gegen König Baetan mac Cairell von Ulster. Die Pikten besiegte er zunächst um 590 bei Leithri, wurde aber von diesen wiederum 598 bei Circin geschlagen.
Um 608/609 folgte Eochaid I. seinem Vater Aidan als Thronerbe nach. Aidan soll bei seinem Tod 74 Jahre alt gewesen sein.